# Wacha
Wacha est une ville et un woreda du sud-ouest de l'Éthiopie située dans la zone Keffa de la région Éthiopie du Sud-Ouest.
Ancien chef-lieu du woreda Chena, Wacha se trouve sur la route principale Jimma-Mizan à 78 km de la capitale régionale Bonga et à moins de 50 km de Mizan Aman,.
La ville atteint déjà 10 499 habitants au recensement de 2007 et elle obtient le statut de woreda au début des années 2020.
Elle forme désormais un district urbain de 6,4 km2 de superficie enclavé dans le woreda Shisho Ande,.